# Ian Swales
Ian Cameron Swales (né le 5 avril 1953) est un homme politique libéral-démocrate britannique. Il est député de la circonscription de Redcar en Angleterre de 2010 à 2015.

## Jeunesse
Ian Swales est le fils de Harry Swales et d'Elizabeth Adamson Doig. Par sa mère écossaise, il est le cousin germain de Peter Doig, député travailliste de Dundee West de 1963 à 1979. Swales est né à Leeds et grandit à Harrogate ; sa mère meurt quand il a huit ans. Éduqué à la Woodlands Junior School, il est chef de classe et remporte ensuite une bourse financée par le conseil de comté pour Ashville College, Harrogate. Après avoir obtenu un diplôme d'ingénieur chimiste à l'Institut des sciences et technologies de l'Université de Manchester, où il rencontre sa femme, Pat, fille d'un mineur de Durham, il rejoint Yorkshire Electricity et obtient son diplôme de comptable en 1977. Il s'installe à Teesside en 1978 pour rejoindre l'entreprise chimique ICI. De 1983 à 1986, il travaille pour ICI à Bruxelles.

## Carrière politique
Swales rejoint le SDP lors de sa fondation en 1981. Il participe aux élections générales de 2005 dans la circonscription de Redcar et fait passer les Libéraux-démocrates (le parti successeur du SDP) de la troisième à la deuxième place avec un basculement positif contre les partis travailliste et conservateur. Swales remporte Redcar face à la députée travailliste Vera Baird pour les Libéraux-démocrates lors des élections générales de 2010, avec une marge de 21,8 %. Swales ajoute plus de 10 000 voix à son total des élections générales de 2005.
Swales est promu porte-parole libéral-démocrate pour le Trésor. Il s'est rebellé contre le gouvernement conservateur/libéral démocrate sur les augmentations des frais de scolarité universitaires, les questions de protection sociale, notamment la « taxe sur les chambres », et en août 2013, la proposition d'une action militaire en Syrie.
En juillet 2014, Swales annonce qu'il ne se représente pas comme député aux élections générales de 2015, pour des « raisons personnelles ». En janvier 2015, il est nommé secrétaire parlementaire privé de Vince Cable, qui est à l'époque secrétaire d'État aux Entreprises, à l'Innovation et aux Compétences.
En octobre 2021, après le meurtre de David Amess, Swales révèle qu'il s'est retiré en raison d'un incident survenu en 2014 au cours duquel deux hommes sont entrés dans son bureau de circonscription en prétendant savoir où il vivait et en menaçant de le tuer.

## Après le Parlement
Après sa retraite du Parlement, Swales continue à s'investir sur les problèmes de l'industrie locale. Il conseille la direction de l'usine sidérurgique de Redcar et rejoint en août 2015 le conseil d'administration, devenant président, du Northeast of England Process Industry Cluster (NEPIC), l'organisme qui représente les entreprises des secteurs de la chimie, de la pharmacie, des polymères, des énergies et matériaux renouvelables, de l'acier et des biotechnologies dans le nord-est de l'Angleterre. 
Swales est le président fondateur de l'association caritative pour la santé mentale The Link Tees Valley Ltd. et en est dirigeant jusqu'en 2023. Il est président de l'organisme de bienfaisance Woodsmith Foundation et directeur de Redcar Racecourse Limited.